# Made-in-china.com
Made-in-China.com (chinesisch: 中国制造网) ist eine chinesische B2B-E-Commerce-Plattform, die von Focus Technology Co. betrieben wird. Sie wurde 1998 gegründet und hat ihren Hauptsitz in Nanjing. Made-in-China.com präsentiert chinesische Lieferanten und Produkte im Internet und bietet umfassende grenzüberschreitende Handelsdienstleistungen wie internationale Online-Zahlungen und Logistik.

## Geschichte

### 1998–2007: Die ersten Jahre
1996 wurde die Nanjing Focus Technology Development Co. Ltd. im Expertengebäude der Universität Südostchinas in Nanjing gegründet. Der Gründer Shen Jinhua schloss hier sein Studium mit einem Master ab. Damals bestand das Hauptgeschäft in der Bereitstellung von Internetdiensten für Außenhandelsunternehmen, und die Einrichtung von Websites für Unternehmen war damals das wichtigste Geschäft.
Für die Käufer ist es jedoch schwierig, diese einzelnen Websites ohne Werbung zu finden, so dass der Bedarf besteht, diese Unternehmen und Produkte auf einer Plattform zusammenzufassen. In diesem Zusammenhang wurde Made-in-China.com am 28. Februar 1998 ins Leben gerufen.
Im Jahr 2002 wurde eine Reihe von kostenpflichtigen Diensten wie Premium Suppliers und Toprank-Suchanzeigen eingeführt.
Im Jahr 2006 kooperierte Made-in-China.com mit SGS bei der Durchführung von Vor-Ort-Prüfungen für Lieferanten.

### 2008 bis heute: Wachstum
Am 9. Dezember 2009 wurde Focus Technology Co. Ltd, der Betreiber von Made-in-China.com, offiziell an der A-Aktienbörse in Shenzhen mit dem Aktiencode „002315“ notiert. Am Tag der Börsennotierung durchbrach der Aktienkurs die Marke von 80 Yuan, und das Vermögen von Shen Jinhua überstieg 5 Milliarden Yuan, womit er auf Platz 1433 der „Forbes“-Liste der reichsten Chinesen 2009 stand.
2011 rief Made-in-China.com die MEI Awards (Manufacturing Excellence & Innovation Awards) ins Leben, eine öffentliche Wohlfahrtsveranstaltung. Die Auswahl steht allen chinesischen Produkten offen, und eine Jury aus Industriedesign-Experten, Vertretern von Fertigungsunternehmen und Einkäufern wählt hervorragende Produkte aus, die das hohe Niveau der chinesischen Fertigungsindustrie repräsentieren können. Zu den Auswahlexperten gehören Liu Guanzhong der Vorsitzende der China Industrial Design Association, der deutsche Industriedesigner Luigi Colani.
Im Jahr 2018 hat Made-in-China.com den „Chinese Enterprise Brand Going Overseas Plan“ ins Leben gerufen, um einheimischen KMU zu helfen, erfolgreich auf dem internationalen Markt Fuß zu fassen.

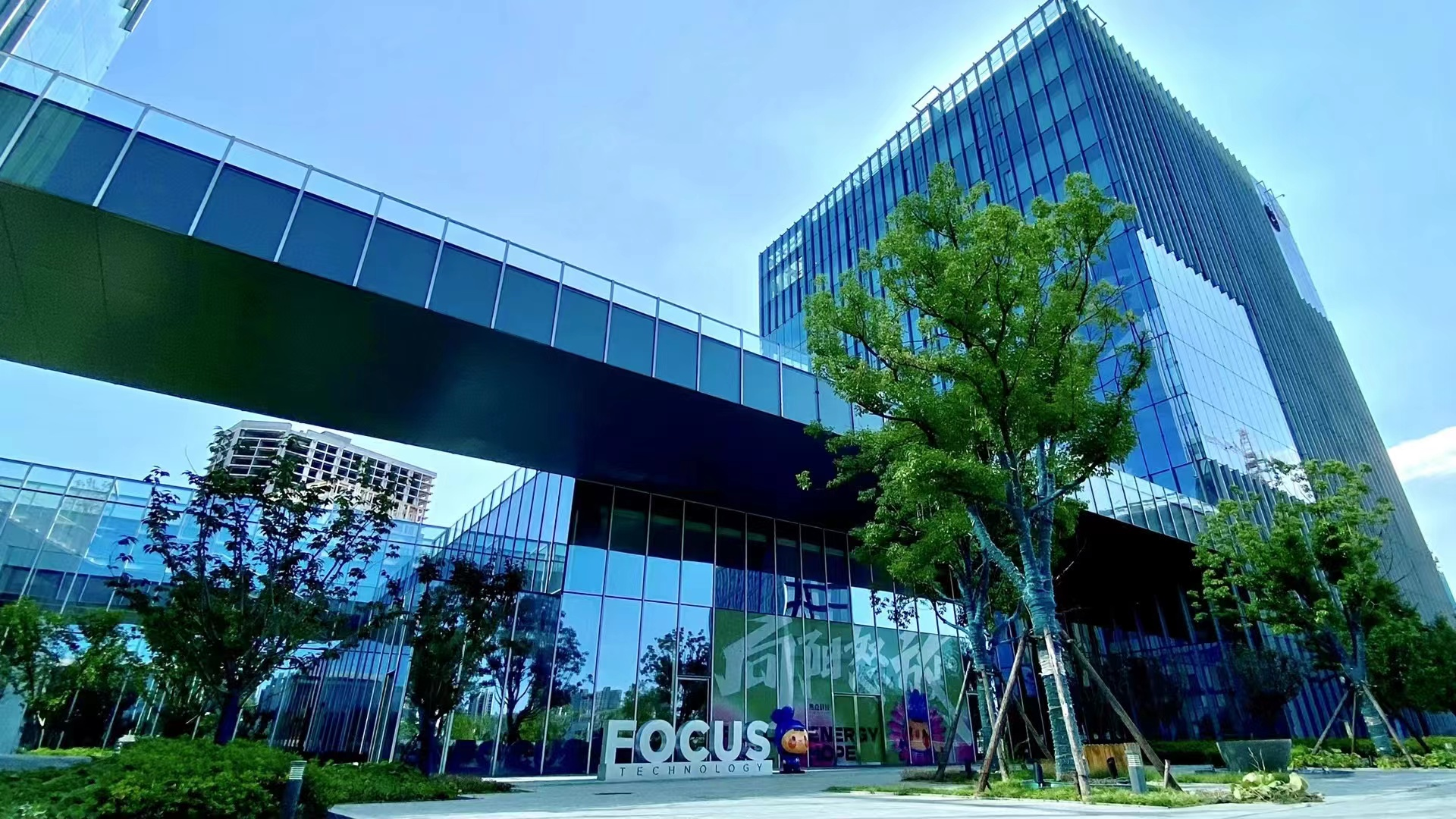
Hauptquartier in Nanjing, 2012

Im Jahr 2020 wurde das Focus Technology Building fertiggestellt und in Betrieb genommen.
Im Jahr 2021 veranstaltete Made-in-China.com die Autumn Sourcing Events und versuchte zum ersten Mal, VR, einen virtuellen 360-Grad-Tourguide, persönliche Online-Meetings, Echtzeit-Sprachübersetzung, AR und andere Technologien für zu verwenden Online-Beschaffungsdienste.
Im Jahr 2022 führte Made-in-China.com ein Instrument für die Einziehung und Abrechnung von Devisen aus einer Hand ein – Global Pay und einen internationalen Expressdienst.
Im Jahr 2022 organisiert Made-in-China.com gemeinsam mit Handelsorganisationen aus vielen Ländern Online-Einkaufsveranstaltungen, um Einkäufern den direkten Kontakt zu chinesischen Herstellern zu ermöglichen.